# Бези-Бажон
Бези-Бажон (фр. Bézues-Bajon) насеље је и општина у јужној Француској у региону Миди Пирене, у департману Жерс која припада префектури Миранд.
По подацима из 2011. године у општини је живело 208 становника, а густина насељености је износила 16,17 становника/km². Општина се простире на површини од 12,86 km². Налази се на средњој надморској висини од 307 метара (максималној 314 m, а минималној 220 m).

## Демографија
| 1962. | 1968. | 1975. | 1982. | 1990. | 1999. | 2011. |
| ----- | ----- | ----- | ----- | ----- | ----- | ----- |
| 200   | 221   | 149   | 154   | 145   | 183   | 208   |

График промене броја становника у току последњих година